# Station Belsele-Dorp
Het station Belsele-Dorp is een voormalig spoorwegstation in Belsele, deelgemeente van Sint-Niklaas, op de eveneens voormalige spoorlijn 56 (Dendermonde-Sint-Niklaas).

## Geschiedenis
Het is niet bekend wanneer het station gebouwd werd, maar vermoedelijk gebeurde dit tegelijk met de opening van de lijn in 1877. Het station heette kortweg Belsele; ter onderscheiding werd de in 1899 geopende stopplaats op spoorlijn 59 Belsele-Noord genoemd (zie station Belsele). Het reizigersverkeer op de spoorlijn Dendermonde-Sint-Niklaas werd stopgezet in 1957, het goederenverkeer op het baanvak Sint-Niklaas - Waasmunster in 1964. Het stationsgebouw werd nadien afgebroken.
Belsele · Belsele-Dorp · Eigenlo · Nieuwkerken-Waas · Sinaai · Sint-Niklaas · Sint-Niklaas-Oost · Sint-Niklaas-West · Valk · Westakkers
2,7: Grembergen-Moerzeke ·
6,7: Hamme ·
8,4: Sombeke ·
10,3: Waasmunster ·
14,3: Belsele-Dorp ·
17,8: Sint-Niklaas-West ·
19,0: Sint-Niklaas